# Halsted (ligne verte du métro de Chicago)
Pour les articles homonymes, voir Halsted.
Ne doit pas être confondu avec Halsted (ligne orange du métro de Chicago).
Halsted est une station aérienne de la ligne verte du métro de Chicago. Elle a ouvert ses portes le 24 décembre 1906 dans le secteur d'Englewood, au croisement de 63rd Street et de Halsted Street, dans un quartier réputé à l’époque pour ses nombreuses boutiques de grandes marques.

## Description
L’entrée principale de la station originale a été construite en brique avec des appuis et des fondations en pierre et en cuivre sur base des plans néo-classiques de Earl Nielson. 
En 1927, le Chicago Rapid Transit (prédécesseur de la Chicago Transit Authority) décida de reconstruire la station grâce à l’aide de l’architecte Arthur U. Gerber (qui a réalisé de nombreuses stations dans la partie nord de la ville comme Logan Square ou South Boulevard par exemple) et qui proposa d’intégrer la nouvelle station dans le quartier commerçant alentour en offrant des surfaces commerciales à louer sous la station. 
Dans les années 1960, l'ouverture du centre commercial Plaza Evergreen à l'ouest, ainsi que la croissance du nombre d’automobiles dans l'après-guerre, combiné avec d'autres facteurs économiques ont fait que le quartier à vocation commerciale périclite tout comme la station Halsted. 

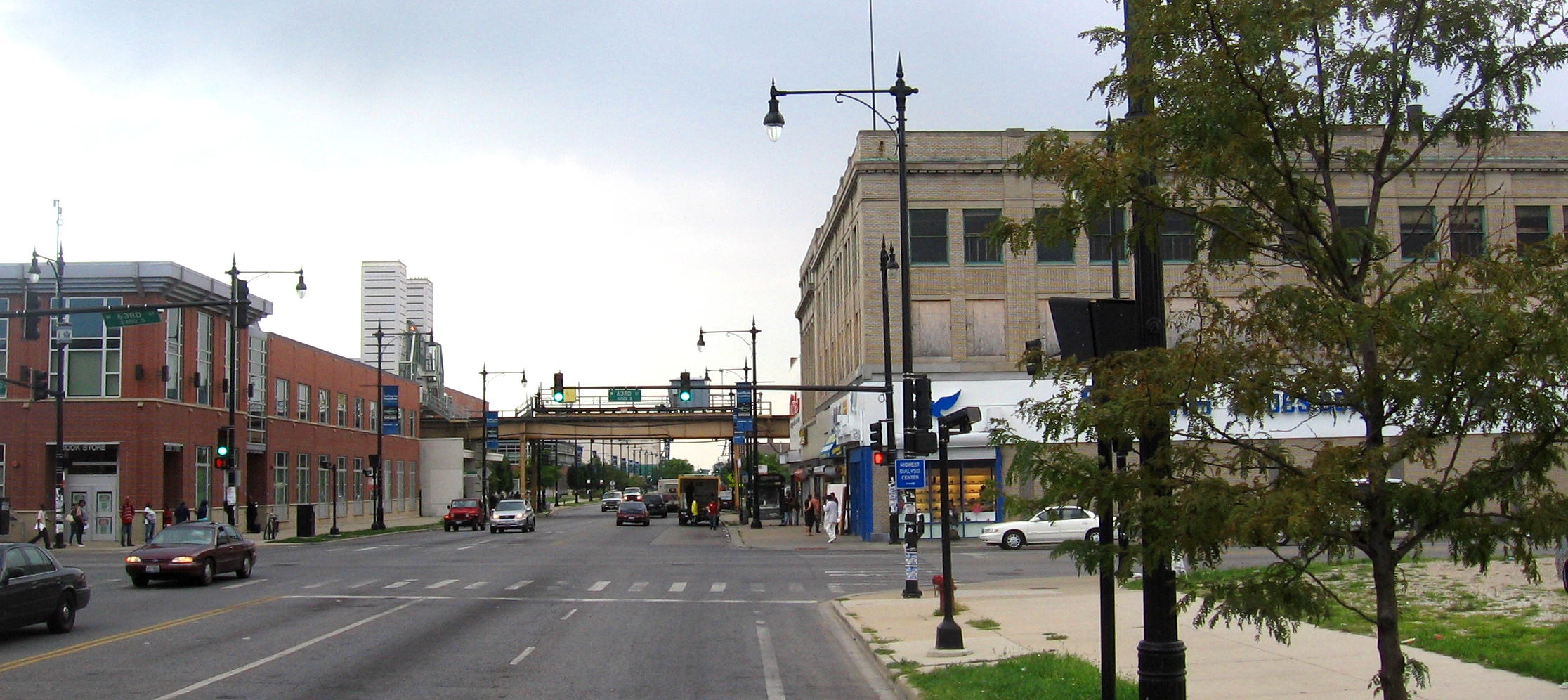
Vue sur la station.

Dans les années 1980, la ville de Chicago sous l’impulsion du maire Jane Byrne propose plusieurs plans de rénovation de la Englewood Branch et de ses stations mais sans qu’ils puissent se réaliser, faute de budget. 
Lors de la grande rénovation de la ligne verte entre 1994 et 1996, la station fut entièrement démolie et reconstruite. Un ascenseur fut installé au croisement de 63rd Street et de Halsted Street afin de la rendre accessible aux personnes à mobilité réduite. 
À la suite de la destruction de la station originale de Halsted, seule l’ancienne station Racine (abandonnée mais toujours visible) reste identique à son ouverture en 1906.

## Les correspondances avec lebus
Avec les bus de la Chicago Transit Authority :
- #8 Halsted
- #63 63rd St (Owl Service)

## Dessertes
| Nord/Ouest              |  |             |  | Sud/Est                   |
| ----------------------- |  | ----------- |  | ------------------------- |
| Ashland/63rd (terminus) |  | ligne verte |  | Garfield vers Harlem/Lake |
| modifier sur Wikidata   |  |             |  |                           |